# 周同庆
周同庆（1907年12月21日—1989年2月13日），男，江苏昆山人，中国物理学家。曾任北京大学、中央大学、交通大学、复旦大学教授。主要从事光谱学、气体放电光谱学研究，是中国光谱学研究的开拓者之一。

## 生平
1929年毕业于清华大学。1933年获美国普林斯顿大学物理学博士学位。1955年当选中国科学院学部委员（院士）。